# Reynald Angot
Reynald Angot (Saint-Lô, 6 de diciembre de 1975) es un jinete francés que compitió en la modalidad de salto ecuestre.
Ganó una medalla de oro en el Campeonato Mundial de Saltos Ecuestres de 2002 y una medalla de plata en el Campeonato Europeo de Saltos Ecuestres de 2003, ambas en la pruebas por equipos.

## Palmarés internacional
| Campeonato Mundial | Campeonato Mundial            | Campeonato Mundial | Campeonato Mundial |
| Año                | Lugar                         | Medalla            | Categoría          |
| ------------------ | ----------------------------- | ------------------ | ------------------ |
| 2002               | Jerez de la Frontera (España) | Medalla de oro     | Por equipos        |
| Campeonato Europeo |                               |                    |                    |
| Año                | Lugar                         | Medalla            | Categoría          |
| 2003               | Donaueschingen (Alemania)     | Medalla de plata   | Por equipos        |